# 히사쓰 오렌지 철도선
히사쓰 오렌지 철도선, 또는 히사츠 오렌지 철도선(일본어: 肥薩おれんじ鉄道線 히사쓰오렌지데쓰도센[*])은 일본 구마모토현 야쓰시로시 신야쓰시로 역과 가고시마현 사쓰마센다이시 센다이역을 연결하는 총 연장 116.9km의 히사쓰 오렌지 철도의 노선이다.
2004년 큐슈여객철도에서 야쓰시로 - 센다이역구간의 노선이 큐슈여객철도로부터 운영이 이관됨에 따라, 구마모토현과 가고시마현을 잇는 노선으로 이어진 것이다.

## 사용 차량
- HSOR-100형 동차

전 구간이 교류 전류로 전철화되는데 전철화 시설은 일본화물철도(JR 화물)의 전기 기관차가 사용한다.

## 역사
- 2004년 3월 13일 - 규슈 신칸센이 개통함으로, 규슈 여객철도 가고시마 본선에서부터 분리되어서 히사쓰 오렌지 철도로 소속이 이관되었다.
- 2005년 3월 1일: 다노우라오타치미사키코엔 역이 영업 개시.

## 역 목록
| 역명                     | 일어 역명          | 로마자 역명               | 역간 거리 | 영업 거리 | 접속 노선                                              | 소재지     | 소재지                |
| ------------------------ | ------------------ | ------------------------- | --------- | --------- | ------------------------------------------------------ | ---------- | --------------------- |
| 야쓰시로                 | 八代               | Yatsushiro                |           | 0.0       | 규슈 여객철도 가고시마 본선, 히사쓰 선 (에비노 고원선) | 구마모토현 | 야쓰시로시            |
| 히고코다                 | 肥後高田           | Higo-Kōda                 | 4.8       | 4.8       |                                                        | 구마모토현 | 야쓰시로시            |
| 히나구온센               | 日奈久温泉         | Hinagu-onsen              | 5.3       | 10.1      |                                                        | 구마모토현 | 야쓰시로시            |
| 히고후타미               | 肥後二見           | Higo-hutami               | 3.6       | 13.7      |                                                        | 구마모토현 | 야쓰시로시            |
| 가미타노우라             | 上田浦             | Kami-tanoura              | 4.3       | 18.0      |                                                        | 구마모토현 | 아시키타군 아시키타정 |
| 다노우라오타치미사키코엔 | たのうら御立岬公園 | Tanoura-Otachimisaki-Park | 4.1       | 22.1      |                                                        | 구마모토현 | 아시키타군 아시키타정 |
| 히고타노우라             | 肥後田浦           | Higo-Tanoura              | 1.5       | 23.6      |                                                        | 구마모토현 | 아시키타군 아시키타정 |
| 우미노우라               | 海浦               | Uminoura                  | 3.1       | 26.7      |                                                        | 구마모토현 | 아시키타군 아시키타정 |
| 사시키                   | 佐敷               | Sashiki                   | 3.1       | 29.8      |                                                        | 구마모토현 | 아시키타군 아시키타정 |
| 유노우라                 | 湯浦               | Yunoura                   | 3.9       | 33.7      |                                                        | 구마모토현 | 아시키타군 아시키타정 |
| 쓰나기                   | 津奈木             | Tsunagi                   | 8.7       | 42.4      |                                                        | 구마모토현 | 아시키타군 쓰나기정   |
| 신미나마타               | 新水俣             | Shin-minamata             | 3.4       | 45.8      | 규슈 여객철도 규슈 신칸센                              | 구마모토현 | 미나마타시            |
| 미나마타                 | 水俣               | minamata                  | 3.8       | 49.6      |                                                        | 구마모토현 | 미나마타시            |
| 후쿠로                   | 袋                 | Fukuro                    | 5.8       | 55.4      |                                                        | 구마모토현 | 미나마타시            |
| 고메노쓰                 | 米ノ津             | Komenotsu                 | 5.9       | 61.3      |                                                        | 가고시마현 | 이즈미시              |
| 이즈미                   | 出水               | Izumi                     | 4.3       | 65.6      | 규슈 여객철도 규슈 신칸센                              | 가고시마현 | 이즈미시              |
| 니시이즈미               | 西出水             | Nishi-izumi               | 2.7       | 68.3      |                                                        | 가고시마현 | 이즈미시              |
| 다카오노                 | 高尾野             | Takaono                   | 3.8       | 72.1      |                                                        | 가고시마현 | 이즈미시              |
| 노다고                   | 野田郷             | Nodagō                    | 3.2       | 75.3      |                                                        | 가고시마현 | 이즈미시              |
| 오리구치                 | 折口               | Origuchi                  | 5.4       | 80.7      |                                                        | 가고시마현 | 아쿠네시              |
| 아카세가와 신호장        | 赤瀬川信号場       | Akasegawa                 | 2.9       | 83.6      |                                                        | 가고시마현 | 아쿠네시              |
| 아쿠네                   | 阿久根             | Akune                     | 5.5       | 86.2      |                                                        | 가고시마현 | 아쿠네시              |
| 우시노하마               | 牛ノ浜             | Ushinohama                | 6.0       | 92.2      |                                                        | 가고시마현 | 아쿠네시              |
| 사쓰마오카와             | 薩摩大川           | Satsuma-Ōkawa             | 3.5       | 95.7      |                                                        | 가고시마현 | 아쿠네시              |
| 니시카타                 | 西方               | Nishikata                 | 3.9       | 99.6      |                                                        | 가고시마현 | 사쓰마센다이시        |
| 사쓰마타키               | 薩摩高城           | Satsuma-taki              | 2.7       | 102.3     |                                                        | 가고시마현 | 사쓰마센다이시        |
| 구사미치                 | 草道               | Kusamichi                 | 5.0       | 107.3     |                                                        | 가고시마현 | 사쓰마센다이시        |
| 가미센다이               | 上川内             | Kami-sendai               | 6.4       | 113.7     |                                                        | 가고시마현 | 사쓰마센다이시        |
| 센다이                   | 川内               | sendai                    | 3.2       | 116.9     | 규슈 여객철도 규슈 신칸센 · 가고시마 본선              | 가고시마현 | 사쓰마센다이시        |